# Marphysa chirigota
Marphysa chirigota is een borstelworm uit de familie van de Eunicidae. De wetenschappelijke naam van de soort werd voor het eerst geldig gepubliceerd in 2020 door Martin, Gil en Zanol.